# Platylesches robustus
Platylesches robustus là một loài bướm ngày thuộc họ Hesperiidae. Nó được tìm thấy ở Zululand, Swaziland, Transvaal, Mozambique và Zimbabwe.
Sải cánh dài 34–42 mm đối với con đực và 36–44 mm đối với con cái. Con trưởng thành bay từ tháng 8 đến tháng 10 và từ tháng 3 đến tháng 4 và occasionally also in midsummer. Có hai lứa trưởng thành một năm.
Ấu trùng có thể ăn Parinari curatellifolia.

## Phụ loài
- Platylesches robustus robustus (từ Swaziland đến KwaZulu-Natal, vùng bụi cây thấp Mpumalanga và tỉnh Limpopo phía bắc đến Maputo ở Mozambique)
- Platylesches robustus villa Evans, 1937
- Platylesches robustus fofi Larsen & Mei, 1998